# Eotetranychus obtusus
Eotetranychus obtusus är en spindeldjursart som beskrevs av Meyer 1965. Eotetranychus obtusus ingår i släktet Eotetranychus och familjen Tetranychidae. Inga underarter finns listade i Catalogue of Life.